# Echinacea paradoxa
Echinacea paradoxa é uma espécie de planta perene de flor amarela pertencente à família Asteraceae. É nativa da América do Norte, mais propriamente das pradarias dos estados norte-americanos do Missouri e Arkansas, sendo no entanto muito utilizada em jardins pelo seu valor ornamental.

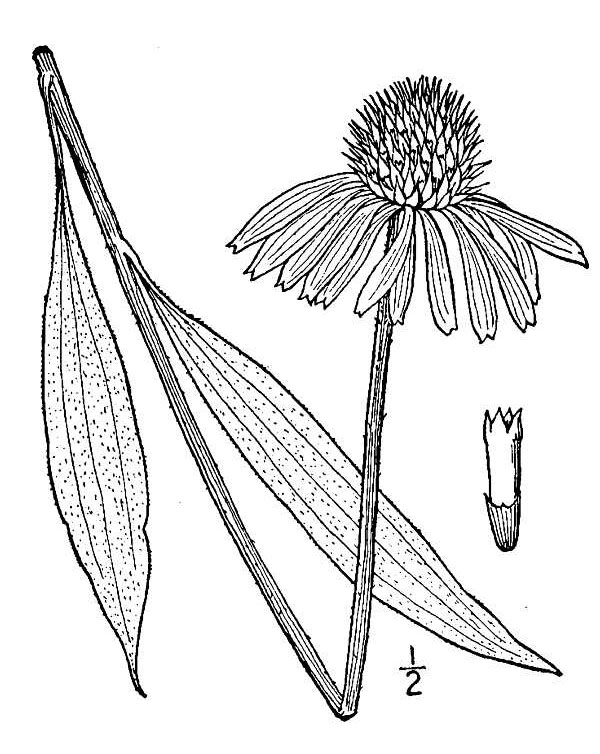
Ilustração
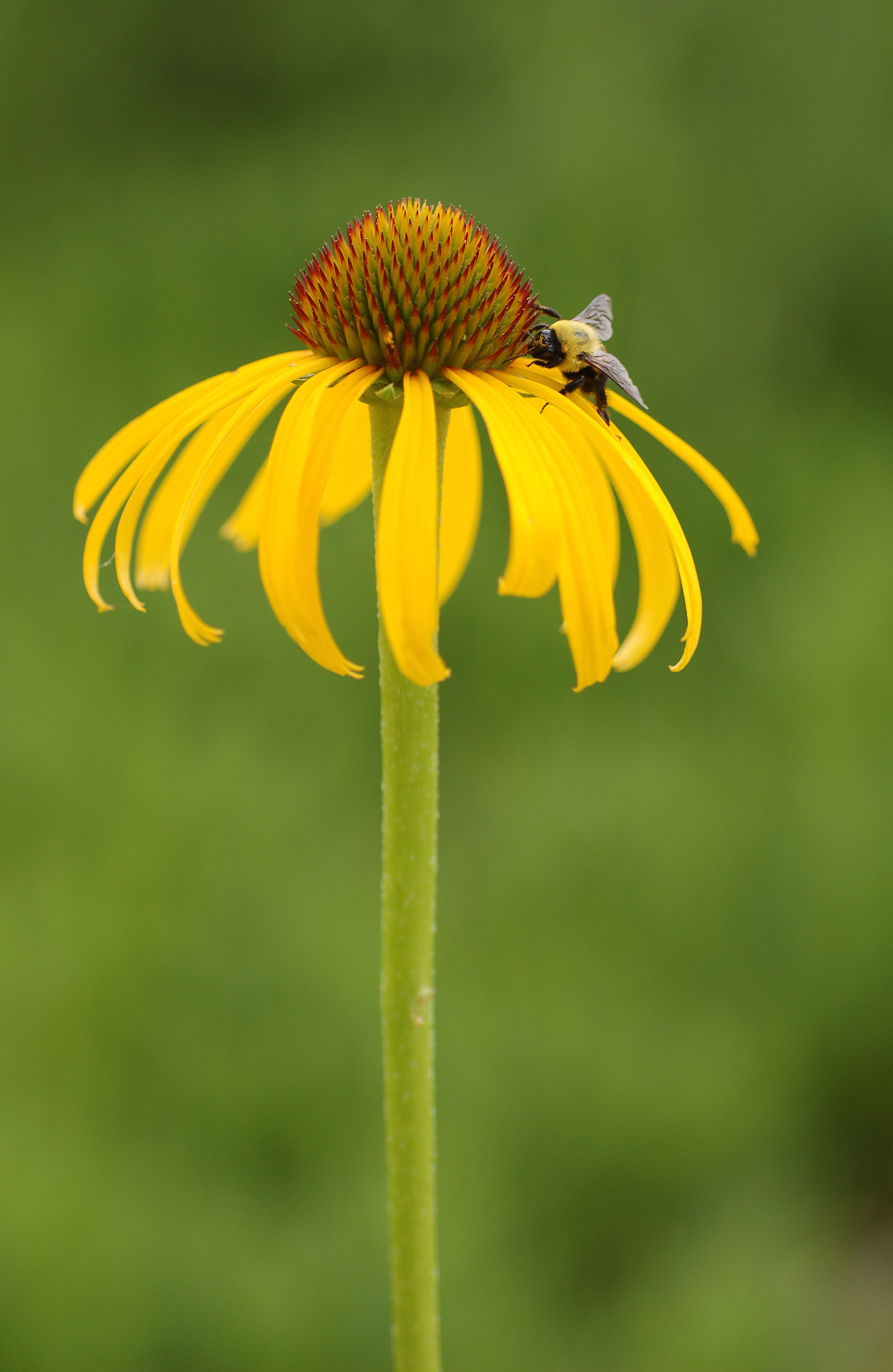
Flor com uma abelha
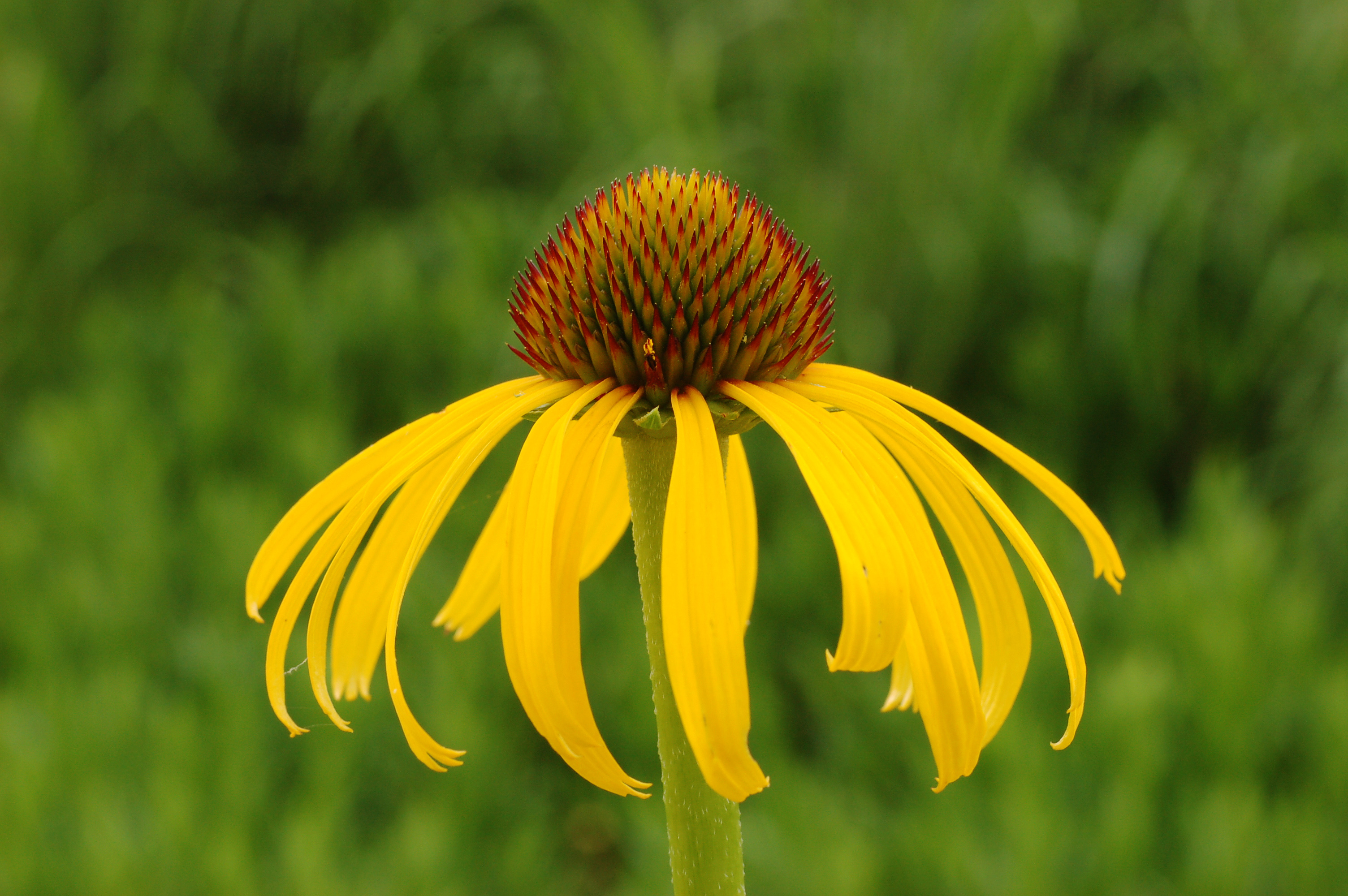
Flor
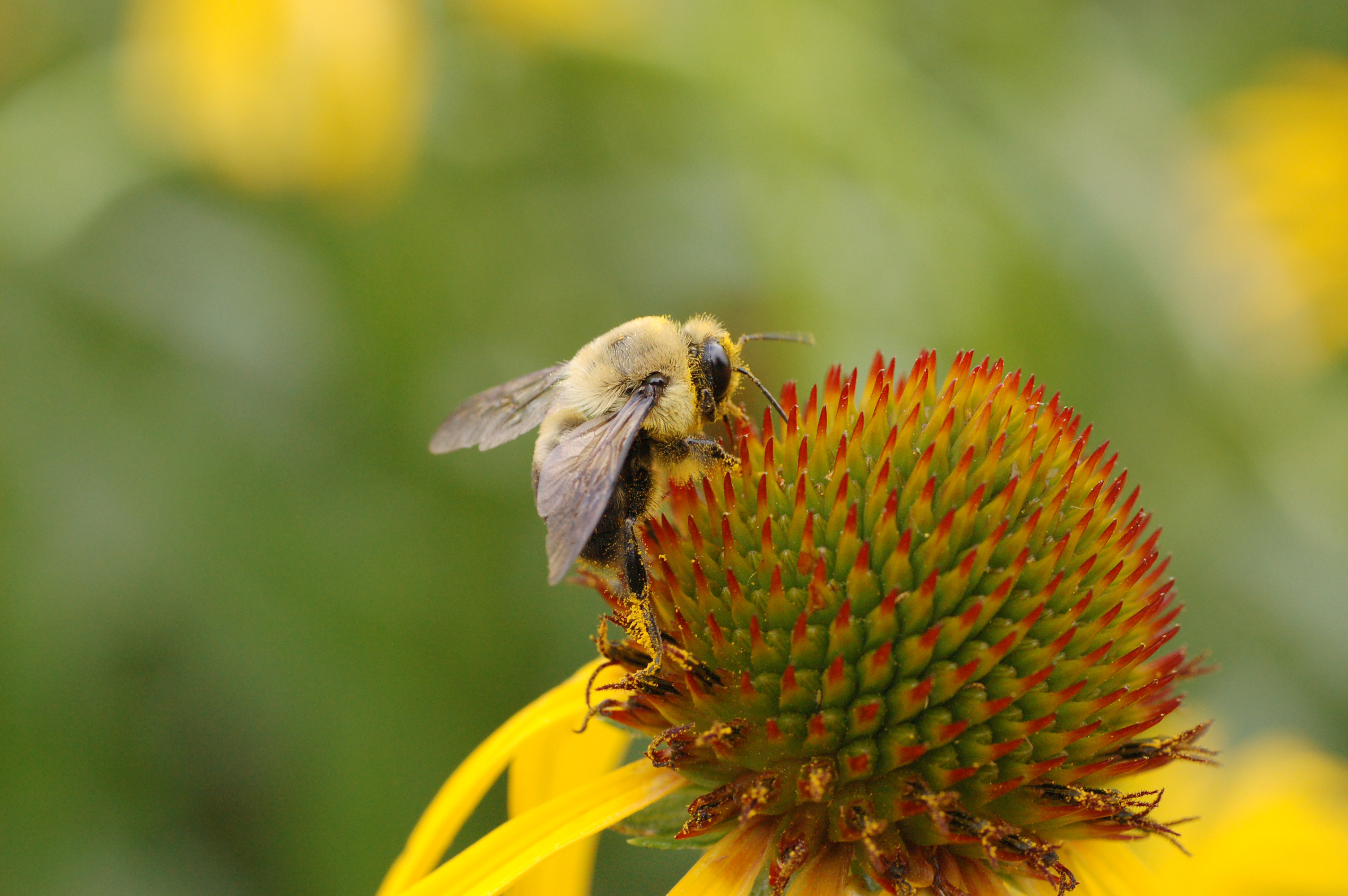
Macro de uma flor com uma abelha